# NGC 5365B
NGC 5365B is een spiraalvormig sterrenstelsel in het sterrenbeeld Centaur. Het hemelobject werd op 15 maart 1836 ontdekt door de Britse astronoom John Herschel.

## Synoniemen
- ESO 271-9
- MCG -7-29-3
- IRAS 13555-4343
- PGC 49750